# Sermaise (Maine y Loira)
 Sermaise  es una población y comuna francesa, en la región de Países del Loira, departamento de Maine y Loira, en el distrito de Angers y cantón de Seiches-sur-le-Loir.

## Demografía
| 272 | 250 | 217 | 268 | 244 | 227 |
| Para los censos de 1962 a 1999 la población legal corresponde a la población sin duplicidades (Fuente: INSEE [Consultar]) |     |     |     |     |     |